# Banca centrale del Brunei Darussalam
La Banca centrale del Brunei Darussalam (in inglese: Brunei Darussalam Central Bank) è la banca centrale del Brunei.
La moneta ufficiale dello stato è il dollaro del Brunei.